# Wownianka
Wownianka (ukr. Вовнянка) – wieś na Ukrainie, w obwodzie połtawskim, w rejonie mirhorodzkim, w hromadzie Mirhorod. W 2001 liczyła 456 mieszkańców, wśród których 433 wskazało jako ojczysty język ukraiński, 21 rosyjski, 1 białoruski, a 1 inny.